# Anatoli Ilín
Anatoli Mijáilovich Ilín (en ruso: Анато́лий Миха́йлович Ильи́н; Moscú, Unión Soviética, 27 de junio de 1931-10 de febrero de 2016) fue un futbolista ruso que se desempeñaba como delantero. Jugó toda su carrera deportiva en el Spartak de Moscú, y como curiosidad, hay que decir que es el jugador que marcó el primer gol en una Eurocopa.

## Clubes
| Club             | País            | Año         | Partidos | Goles |
| FC Spartak Moscú | Unión Soviética | 1949 - 1962 | 224      | 83    |

## Palmarés
FC Spartak Moscú
- Primera División de la Unión Soviética: 1951-52, 1952-53, 1955-56, 1957-58, 1961-62
- Copa de la Unión Soviética: 1958

- Datos: Q2301871